# Babenbergerpassage

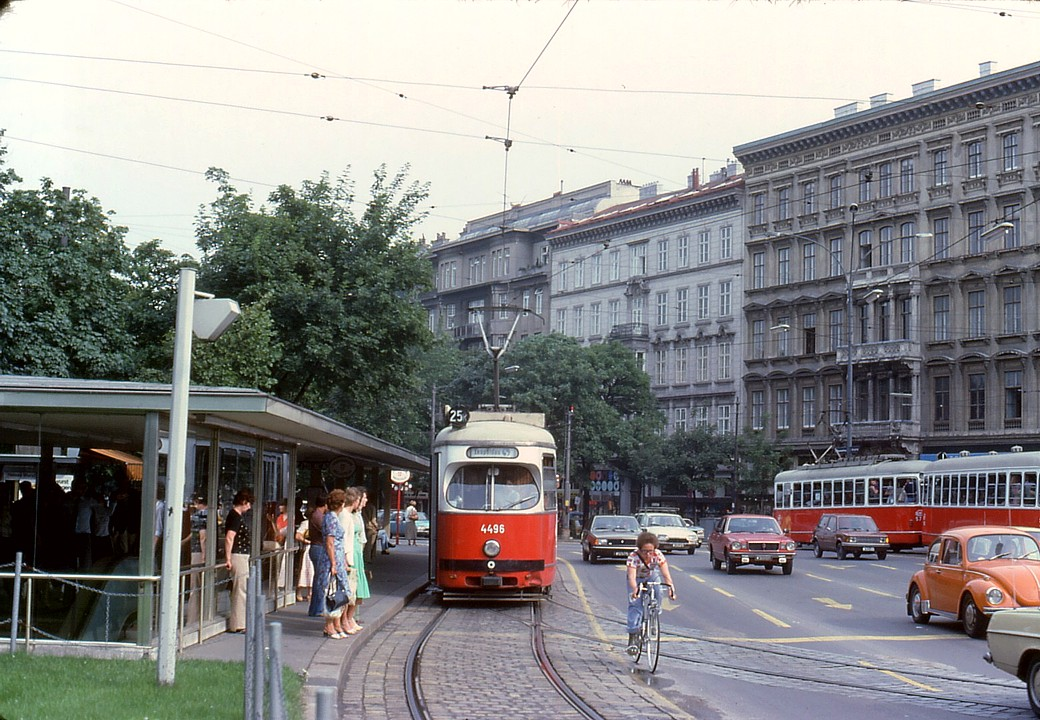
Abgang zur Babenbergerpassage an der Innenseite der Ringstraße, 1979

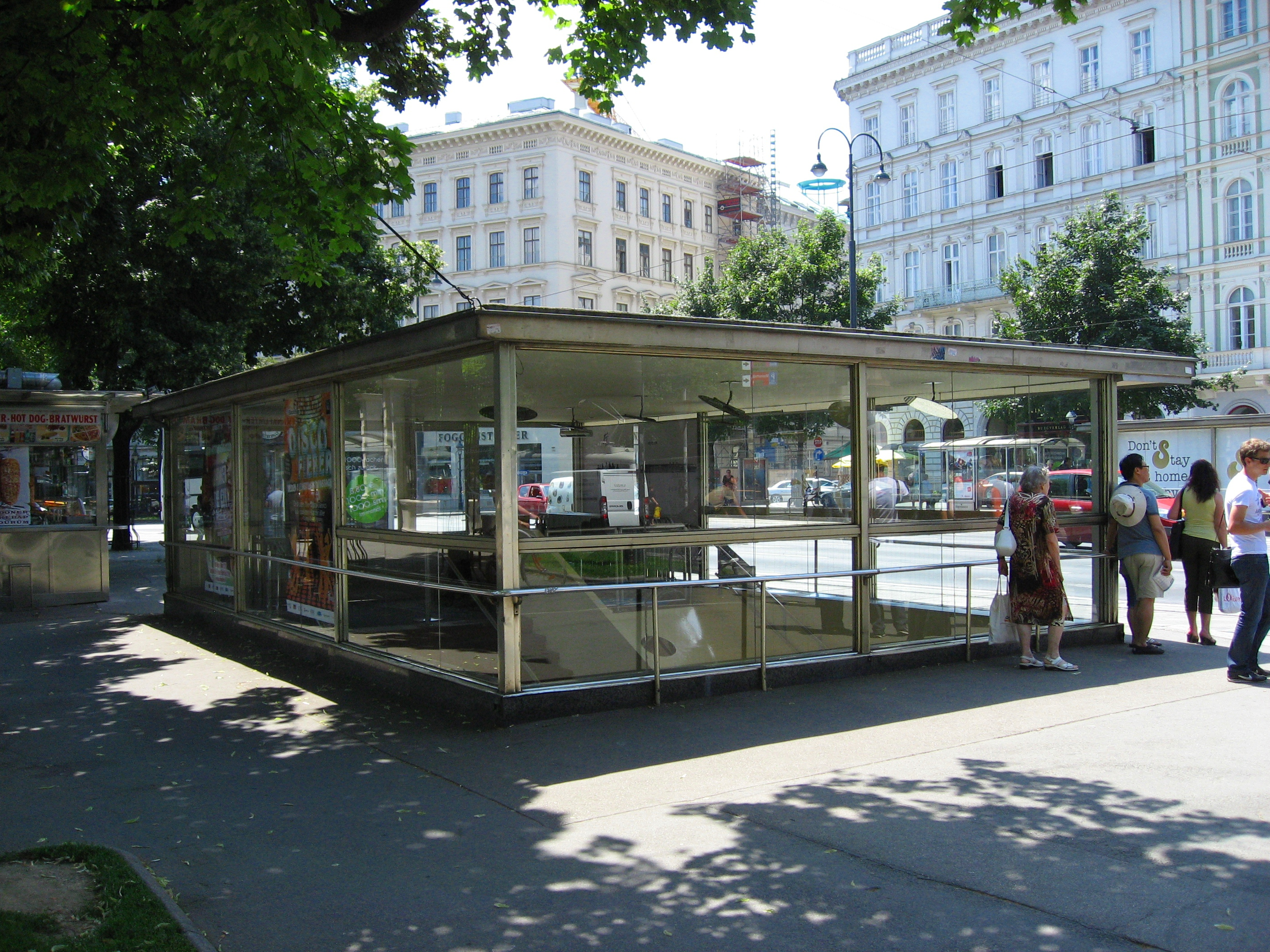
Derselbe Abgang im Jahr 2010 zum Club Passage

Die Babenbergerpassage ist eine ehemalige Fußgängerunterführung unter der Wiener Ringstraße im 1. Wiener Gemeindebezirk. Sie liegt am Burgring, im Bereich zwischen Babenbergerstraße und Eschenbachgasse. Heute befindet sich darin ein Nachtclub.

## Geschichte
Aufgrund des Erfolges der 1955 errichteten Opernpassage wurden in den 1960er Jahren weitere Unterführungen gebaut, um Fußgängern das gefahrlose Queren der Ringstraße zu ermöglichen. Am 14. Juli 1961 wurden zwei weitere von Adolf Hoch entworfene Unterführungen, die Bellariapassage und die Babenbergerpassage, von Bürgermeister Franz Jonas eröffnet.
In den folgenden Jahrzehnten sank die Bedeutung der Passage mehrmals. Die Ringstraße wurde 1972 für den Individualverkehr zur Einbahn erklärt. Nach der Eröffnung der U-Bahn-Linie U2, 1980, wurden einige der Passagen an die U-Bahn angeschlossen und dadurch intensiv genutzt, bei anderen, darunter die Babenbergerpassage, wurde dies nicht für sinnvoll erachtet. Die Frequenz der Passage reduzierte sich beträchtlich, als im Zusammenhang mit dem Bau der 1993 eröffneten U-Bahn-Linie U3 unter der Mariahilfer Straße gegen Ende der 1980er Jahre die bis dahin hier gelegenen Endstationen der Straßenbahnlinien 52 und 58 verlegt wurden. Für Fußgänger wurde immer weniger klar, warum sie hier die Straßen unterirdisch queren sollten. Die Stadt Wien entschied sich letztlich zur Schließung der Passage; es blieb längere Zeit unklar, ob sie zugeschüttet oder der unterirdische Raum anders genutzt werden sollte.
Schließlich wurde die 1500 m² große Fläche 2002 an die sunshine enterprises musikproduktionsgmbh für 700 Euro im Monat verpachtet und diese mit einem Investitionskostenzuschuss von 254.000 Euro ausgestattet. Die Babenbergerpassage wurde vom Wiener Architektenbüro Söhne & Partner in eine Clubdiskothek umgebaut. Die Eröffnung erfolgte am 23. Oktober 2003. Das Investitionsvolumen soll eine Million Euro betragen haben.
Nach 17 Jahren ohne weiteren Umbau entschloss sich der neue Eigentümer – die seit 2010 gegründete Babenberger Passage Betriebs GmbH – gemeinsam mit dem bekannten Architekturbüro SRS & Partner Architekten ZT im Jahr 2020 für einen Generalumbau und einer Neuausrichtung des Clubkonzepts. Nach fast einjähriger Planungszeit fand im Oktober 2021 die Neueröffnung des Clubs statt.